# Protoperigea anotha
Protoperigea anotha là một loài bướm đêm trong họ Noctuidae.